# 雾都夜话
《雾都夜话》是中国重庆电视台的一档方言栏目剧，自1994年开播至今，每次播放一集或半集方言自制剧，题材多取自真实故事，以家庭、婚恋、伦理为主要内容，演员也多是普通人。在重庆当地观众中广受欢迎，收视率表现优秀，是重庆电视台的特色节目，曾数次获得奖项。

## 介绍
《雾都夜话》创办于1994年10月，最初为周播，后改为日播，1998年登上卫星向全国放送，2006年5月进行了一次改版。播出的内容均为重庆电视台自制的短剧，时长约40分钟，每次播出一集或者半集。
重庆电视台自述雾都夜话的宗旨为“从观众中来，到观众中去”，长期面向公众征集素材，题材多取自真实事件，涉及家庭、婚恋、伦理等方面，贴近社会民生。剧中旁白、台词一直使用重庆话，制片人马及人曾表示要逐渐改用普通话以方便全国观众，但没有明显改变。
剧组实行制片人项目承包制，即制片人对重庆电视台负责，享有人事权、财权和操作权，自开播以来一直由马及人担当。演员一般由业余演员担任，选自当地市民，鲜有专业人士出演，任用群众演员最初为节省开支的无奈之举，但随着节目的热播而变成特色。
节目片头播放完毕后，有浑厚的男生朗读节目口号，这一段口号在重庆市民中广为人知：
|  | 这不是电视剧，这是真人真事，是我们老百姓，自己演自己的故事 |

早期的版本略有不同：
|  | 这不是电视剧，这是真人真事，是我们地地道道的重庆人，自己演自己的故事 |

## 争议
《雾都夜话》一直受到当地观众欢迎，收视率保持在6个点的平均水平，是重庆电视台的特色节目。其剧本题材、表现手法、演员选择等多个方面受到过国内媒体和学术界的关注和赞扬。其方言化的对白亦被认为是本土文化的标志。
1999年获得“洁诚杯”98年观众最喜爱的电视栏目奖；2001年获得重庆电视台最佳品牌；2004年入围首届全国“电视百佳栏目”；
2006年获得首届全国电视栏目剧一等优秀作品奖。
但由于群众演员的生涩、电视手段的简单粗糙，受到过观众和专业人士的批评。广电总局近年来去方言化、封杀“低俗”节目的举措对雾都夜话也造成了影响。

## 资料来源
1. 1 2  . 电视猫.   [2011年1月11日]. （原始内容存档于2013年9月24日） （中文（简体））.
2. ↑  . 重庆电视台.   [2011年1月11日]. （原始内容存档于2012年1月12日） （中文（简体））.
3. 1 2  . 腾讯大渝网台.   [2011年1月11日]. （原始内容存档于2016年9月20日） （中文（简体））.
4. ↑  . 视界网.   [2011年1月11日]. （原始内容存档于2011年7月9日） （中文（简体））.
5. ↑  黄顺铭. . 《南方电视学刊》. 2006年, 第1期: 第77页 （中文（简体））.
6. ↑  韩晓飞. . 《现代传播》. 2007年, 第5期 （中文（简体））.
7. ↑  . 人民网.   [2011年1月11日]. （原始内容存档于2016年3月4日） （中文（简体））.
8. ↑  王成刚. . 《艺术百家》. 2005年, 第4期 （中文（简体））.
9. ↑  王成刚. . 《湘潭师范学院学报：社会科学版》. 2010年, S1期 （中文（简体））.
10. ↑  . 视界网.   [2011年1月11日]. （原始内容存档于2011年7月9日） （中文（简体））.
11. ↑  . 腾讯大渝网.   [2011年1月11日]. （原始内容存档于2006年12月16日） （中文（简体））.
12. ↑  韩晓飞. . 《电视指南》. 2009年, 第4期 （中文（简体））.